# Gałówko
Gałówko – nieoficjalna część wsi Gałowo w Polsce położona w województwie zachodniopomorskim, w powiecie szczecineckim, w gminie Szczecinek.
Miejscowość wchodzi w skład sołectwa Gałowo.